# George Armitage Miller
George Armitage Miller (Charleston, 3 febbraio 1920 – Plainsboro, 22 luglio 2012) è stato uno psicologo statunitense.
È stato uno dei fondatori e massimi esponenti storici della psicologia cognitiva. È noto anche per aver gettato le basi della psicolinguistica, con il testo Linguaggio e comunicazione (1951). Ha scritto diversi libri e ha diretto lo sviluppo di WordNet, un database lessico-semantico basato su principi di psicolinguistica.

## Biografia
Durante la sua formazione si concentrò sullo studio della parola e del linguaggio e pubblicò diversi articoli su questi temi, ponendo particolare attenzione agli aspetti matematici, computazionali e psicologici del campo. Quando avviò la sua carriera la teoria regnante in psicologia era il comportamentismo, che esaminava solo il comportamento osservabile rifuggendo ogni tentativo di studiare i processi mentali. Lavorando all'Università di Harvard, al MIT e all'Università di Princeton, Miller mise a punto delle tecniche sperimentali per studiare la psicologia dei processi mentali, collegando il nuovo campo della psicologia cognitiva al più ampio ambito delle scienze cognitive tra cui la teoria della computazione e la linguistica.
Scrisse uno dei più noti e fondamentali testi del cognitivismo, Piani e struttura del comportamento (1960), assieme a Eugene Galanter ed a Karl Pribram. 
Assieme a Bruner fondò il Center of Cognitive Studies ad Harvard. Fu noto anche per la sua concettualizzazione della memoria come elaborazione dell'informazione; questa linea di ricerca lo portò a scrivere l'articolo che forse lo ha reso più celebre: "The Magical Number Seven, Plus or Minus Two: Some Limits on Our Capacity for Processing Information" ("Il magico numero sette, più o meno due"), apparso nel 1956 nella Psychological Review.
In questo articolo Miller evidenziò come il numero di informazioni (raggruppate, denominate chunk) che la memoria  può contenere è solitamente di sette, più o meno due (dunque in un range che va da cinque a nove), e che tale numero magico permane costante nel corso della vita di un individuo.